# Campanya electoral

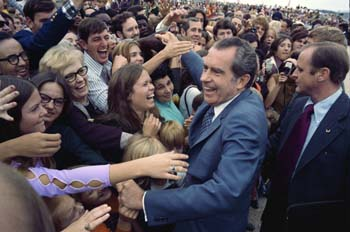
Campanya electoral de Richard Nixon de 1972

Una campanya electoral és el període previ al dia d'una votació, la durada del qual es fixa a la convocatòria dels comicis i que permet a les candidatures demanar el vot a l'electorat per mitjà d'actes públics i dels mitjans de comunicació.

## Característiques
Amb aquest terme es designa el període previ al dia de la votació que permet a les formacions polítiques demanar el vot dels electors a través d'actes públics i d'accions propagandístiques. El conjunt d'actes i d'accions de propaganda electoral que tenen lloc durant aquest període també s'anomena campanya electoral.
La campanya electoral s'acaba, segons la legislació aplicable a Catalunya, amb la jornada de reflexió, durant la qual no es pot demanar el vot per a cap formació, i tot seguit arriba el dia de la votació, en què es duu a terme l'escrutini provisional i es publiquen els resultats provisionals. Els resultats definitius es proclamen uns dies més tard, un cop s'ha efectuat l'escrutini general.